# 鬚髯海鯰
鬚髯海鯰為輻鰭魚綱鯰形目海鯰科的其中一種，分布於西南大西洋區，從拉普拉塔河至巴西東部半鹹水域、海域，本魚身體上部深藍色，銀白色的腹部，背鰭、脂鰭、胸鰭和上頜觸鬚深藍色，尾鰭和臀鰭後緣略黑，體長可達120公分，棲息在底層水域，屬肉食性，雄魚會以口孵卵，可作為食用魚。

## 擴展閱讀
維基物種上的相關：鬚髯海鯰